# Río Illecillewaet
El río Illecillewaet es un afluente del río Columbia ubicado en la Columbia Británica, Canadá. Alimentado por el glaciar Illecillewaet en el parque nacional de los Glaciares, el río fluye aproximadamente 62 kilómetros hacia el suroeste, donde desemboca en el extremo norte del lago Upper Arrow en Revelstoke. La cuenca de drenaje del río es de 1.202 kilómetros cuadrados.

## Historia
El Illecillewaet ha tenido importancia desde el descubrimiento en 1881 por ser una vía hacia lo que ahora se conoce como el puerto Rogers a través de las montañas Selkirk. Este paso, descubierto por un agrimensor del Ferrocarril del Pacífico canadiense llamado Albert Bowman Rogers, se convirtió en última instancia en la ruta a través de las Selkirks del primer ferrocarril transcontinental de Canadá. En 1962 se construyó la Carretera Transcanadiense siguiendo el río Illecillewaet al oeste del paso Rogers.

## Historia natural
La cuenca que rodea el río fue rápidamente reconocida como de excepcional importancia ecológica, y en 1886 se estableció en la zona el parque nacional de los Glaciares, seguido por el parque nacional del Monte Revelstoke en 1914.